# Заречье (Сосновский район)
Заре́чье — деревня в Сосновском районе Тамбовской области Российской Федерации. 
Входит в состав Перкинского сельсовета. Ближайшие населённые пункты — посёлок Перкинский Лесокомбинат, село Перкино. 

## Население
| 2010 |
| ---- |
| 181  |

По сведениям переписи 1926 г. в Заречье проживало 952 человека: мужчин — 442, женщин — 510. В деревне насчитывалось 178 хозяйств.
По спискам сельскохозяйственного налога 1928 — 1929 гг. из краткого статистического справочника по Козловскому округу, в Заречье проживало 1202 человека и насчитывалось 219 хозяйств
В 1939 году население деревни составляло 1350 человек.

## История
Зимой 1929 года в Заречье было создано коллективное хозяйство «Красное Заречье», которое позднее вошло в состав кулеватовского колхоза «Маяк». 